# 平安中国建设协调小组
平安中国建设协调小组，是中国共产党中央委员会為推進平安中國的建設，在2020年4月设立的议事协调机构。该协调小组负责研究和拟定平安中国建设的目标任务、总体思路、重点工作、政策措施，向中共中央提出建议，大体上承担了在2018年撤销的中央社会治安综合治理委员会的社会治安综合治理职能。小组成员包括中共中央政法委员会的主要组成人员，组长由中央政法委书记兼任。

## 沿革
2013年1月，中共中央總書記习近平談到政法工作時提出要全力推进平安中国，确保人民安居乐业、社会安定有序、国家长治久安。中共十九大报告中又提到要建设平安中国。
2020年4月21日，平安中国建设协调小组第一次会议召开，由中共中央政治局委员、中央书记处书记、中央政法委书记郭声琨主持。会议部署了2020年五项重点工作，包括深入开展涉疫矛盾纠纷排查化解、打好扫黑除恶专项斗争决胜战、抓好市域社会治理现代化试点、严防公共安全案事件反弹、有效防控网络安全风险。会议也强调了要学习习近平总书记关于平安中国建设的指示，坚持以习近平新时代中国特色社会主义思想为指导。
2020年7月6日，平安中國建設協調小組政治安全專項組首次亮相。政治安全專項組組長由中央政法委副秘書長雷東生兼任。此前平安中國建設協調小組下轄的社會治安組、市域社會治理組先後亮相。
2022年4月，中共中央决定由平安中国建设协调小组牵头，成立全国打击整治养老诈骗专项行动办公室，在全国组织开展为期半年的专项行动。
2023年，在《党和国家机构改革方案》影响下，平安中国建设协调小组被撤销。

## 组成人员
2020年4月成立时的组成人员是：
组长
- 郭声琨（中共中央政治局委员、中央书记处书记、中央政法委员会书记）

成员
- 赵克志（中共中央政法委员会副书记，公安部部长，总警监）
- 周强（最高人民法院院长，首席大法官）
- 张军（最高人民检察院检察长，首席大检察官）
- 陈一新（中共中央政法委员会秘书长）
- 陈文清（国家安全部部长、党委书记）
- 唐一军（司法部部长、党组副书记）
- 王宁（中国人民武装警察部队司令员，武警上将）
- 王仁华（中央军委政法委员会书记，海军中将）

## 办事机构
中央政法委员会社会治安综合治理督导局，与平安中国建设协调小组办公室合署办公，是中共中央政法委员会内设机构。
平安中国建设协调小组办公室主要负责督促落实协调小组各项部署，加强督导考核，对平安中国建设相关重大、复杂问题进行重点督办，推动各项工作落地见效。

### 历任领导
平安中国建设协调小组办公室主任
- 陈一新（2020年4月至？）

中央政法委员会社会治安综合治理督导局局长
- 陈小军（2018年3月至？）